# Agricola (brädspel)
Agricola är ett brädspel från 2007 konstruerat av Uwe Rosenberg, illustrerat av Klemens Franz och utgivet av flera företag. Målet i spelet är att ha den mest välbalanserade bondgården efter 14 rundor. Detta innefattar plöjd åker, betesmark, säd och grönsaksgrödor, boskap, rum i huset (med olika poäng beroende på byggmaterial) samt familjemedlemmar.
Spelet lanserades 2007 på mässan Spiel i Essen där det röstades fram som det näst bästa spelet som visades upp enligt Fairplays in-show-omröstning. Spelet lanserades på engelska av Z-Man Games i juli 2008.
Spelet har bland annat vunnit ett Spiel des Jahres-specialpris för komplext spel 2008 och 2008 års Deutscher Spiele Preis.

## Spelets gång
Varje spelare börjar med ett litet hushåll, bestående av en bonde med sin maka. De bor inledningsvis i ett litet hus och förfogar över en i övrigt tom markareal. Varje omgång får spelaren göra minst två distinkta handlingar, en för varje fullvuxen familjemedlem. Exempel på handlingar är att samla en resurs (lera, trä, vass eller sten), plöja, så, baka bröd, bygga staket, skaffa en typ av boskap (får, vildsvin, ko), bygga nya rum och skaffa barn. Varje spelare börjar också med sju jobbkort och sju föremålskort (av totalt 140 respektive 140) som spelaren kan nyttja under spelets gång. Spelet handlar till stor del om att försörja sin familj och att balansera bondgårdens tillväxt.
Spelet spelas över totalt 14 rundor och 6 skördefaser (efter rundorna 4, 7, 9, 11, 13 och 14).

## Mottagande
Spelet har vunnit flera priser:
- 2009
  - BoardGamer.ru Årets spel
  - Lucca Games Best of Show (Italien), sidopris för bäst spelmekanik
  - vinnare av Nederlandse Spellenprijs
  - Ludoteca Ideale, Årets spel
  - Jogo do Ano 2008 Spiel Portugal (Portugal)[6]
  - Gra Roku - Game of the Year (Polen), vinnare
  - Gra Roku - Gamers' Choice (Polen), vinnare
  - Gra Graczy - Gamesfanatic.net (Polen), vinnare
  - Golden Ace (Frankrike), juryns val
  - Les 3 Lys (Kanada), Hobbyist Game-vinnare
- 2008
  - BoardGameGeek Golden Geek, vinnare i Game of The Year
  - Spiel des Jahres (Tyskland), specialpris för komplext spel
  - 81:a att hamna på österrikiska Hall of Games.
  - J.U.G. (Portugal), vinnare i Årets spel
  - Deutscher Spiele Preis (Tyskland), vinnare i Årets spel
  - International Gamers Award-vinnare, Strategi-/flerspelar-spel
  - Hra roku (Tjeckien), vinnare
  - Spiel der Spiele (Österrike) Spiele Hit für Experten
  - Tric Trac d'or (Frankrike), vinnare i Årets spel
  - Jda "Juego del Año en España" (Spanien)[7]
- 2007
  - vinnare av Meeples' Choice Award

## Expansioner
Det har släppts en större och flera mindre expansioner till Agricola. De mindre omfattar oftast ett 10-tal kort som läggs till spelet. Expansionen som heter X-Deck, som Uwe Rosenberg inte varit med och konstruerat, lägger till exempel till händelser och yrken förknippade med utomjordingar.

### Farmers of the Moor
I den större expansionen Farmers of the Moor, som släpptes 2009, tillkommer hästar, nya "specialhandlingar" som förlänger varje runda. Alla spelare måste nu också värma upp sitt hus med bränsle. Dessutom tillkommer nya jobb- och föremålskort.